# Burg Sasayama
Die Burg Sasayama (japanisch 篠山城, Sasayama-jō) befindet sich in der Stadt Sasayama, Präfektur Hyōgo. In der Edo-Zeit residierten dort zuletzt die Aoyama als kleinere Fudai-Daimyō.

## Burgherren in der Edo-Zeit
- Ab 1609 Matsudaira Yasushige (松平 康重; 1568–1640) mit einem Einkommen von 50.000 Koku.
- Ab 1619  ein Zweig der Fujii-Matsudaira mit 50.000 Koku.
- Ab 1649 die Katahara-Matsudaira mit 50.000 Koku.
- Ab 1748 der Hauptzweig der Aoyama mit 50.000 Koku.

## Geschichte

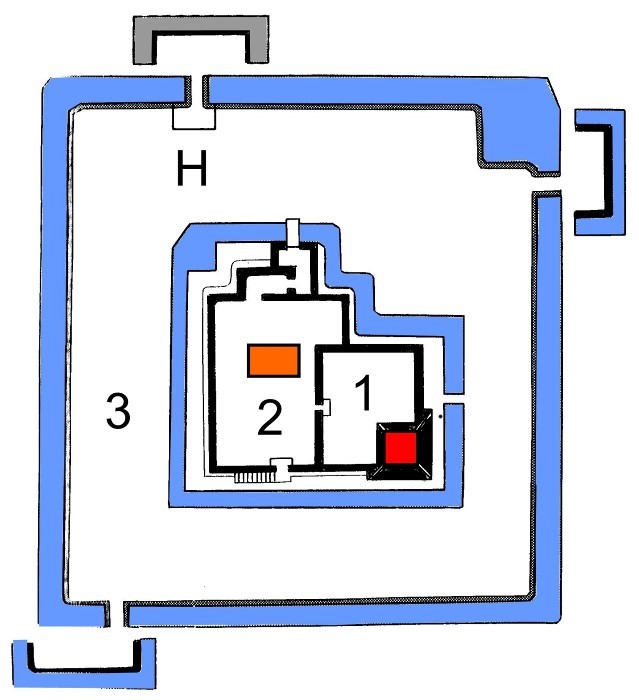
Plan der Burg
1: Hommaru
2: Ni-no-maru
3: San-no-maru Rot: Burgturm-Basis
Orange: Residenz
Grau: nicht mehr vorhanden

Die Burg Sasayama wurde 1609 an der Vereinigung der Straßen aus den Landesteilen San’indō und San’yōdō nach Kyōto und Osaka angelegt. Katō Kiyomasa, Fukushima Masanori und weiteren 20 Daimyō aus 15 Provinzen wurden zum Bau herangezogen.
Erster Burgherr war Matsudaira (Matsui) Yasushige, wohl ein Sohn Tokugawa Ieyasus. Geplant wurde die Burg auf Ieyasus Anordnung von dem Kommissar für Bauten (普請奉行, Fushin-bugyō) Ikeda Terumasa und dem Kommissar für Burganlagen (縄張奉行, Nawabari bugyō) Tōdō Takatora.

## Die Anlage
Der Burganlage entspricht dem Stil Tōdō Takatoras: ein klarer Aufbau, eine Mitte, umgeben von zentral auf einander folgenden Bereichen, getrennt durch Burggräben, so, wie man es bei der Burg Imabari und an anderen Orten sehen kann. Die hohen Mauern haben bis oben durchgehend denselben Anstieg, werden nicht steiler, zeigen also kein sogenanntes Kaeri (返り). Der innerste Bereich, das Tenshu-maru (天守丸), war durch Langhaus-Bastionen (多聞櫓, Tamon-yagura) geschützt. An der Südost-Ecke befindet sich eine Basis für den Burgturm (天守, Tenshu) von 20 × 20 m. Dieser wurde jedoch nie gebaut, so dass dieser Bereich später in Hommaru (本丸) umbenannt wurde.
Das ursprüngliche Hommaru wurde später entsprechend  Ni-no-maru (二ノ丸) genannt. Hommaru und Ni-no-maru sind von einem gemeinsamen Graben umgeben. Der Hauptzugang, das Kurogane-Tor (鉄門, Kurogane-mon), befindet sich im Norden, ein weiterer Zugang, das Uzumi-Tor (埋門, Uzumi-mon), im Süden des Ni-no-maru. Das ehemalige Ni-no-maru wurde zum San-no-maru (三ノ丸). Es ist von einem 40 m breiten Graben umgeben. Alle Mauern sind nur in der Nähe der Tore mit großen Steinen sorgfältig ausgeführt. Die anderen Mauerbereiche bestehen aus ziemlich regellos geschichteten Steinen.
Eine Besonderheit dieser Burg ist, dass alle drei äußeren Tore durch vorgebautem Wall und Graben als geschützter „Auslass für Pferde“ gebaut wurden, als Umadashi-Tore (馬出門, Umadashi-mon). Zwei von den drei Ausgängen haben sich bis heute erhalten.
Nach der Meiji-Restauration 1868 wurden die meisten Gebäude der Burg abgerissen. Überbaut wurde auch das Umadashi-Tor im Norden der Burg. Die erhaltene Residenz im Ni-no-maru, hier Daishoin (大書院) genannt, brannte 1944 ab. Das Gebäude wurde im Jahr 2000 wieder errichtet und dient als Museum. Der östliche Teil des San-no-maru wird heute von einer Schule genutzt, der andere Bereich ist öffentlicher Park. im Hommaru befindet sich ein kleiner Schrein, in dem die Aoyama-Familie verehrt wird.

## Bilder

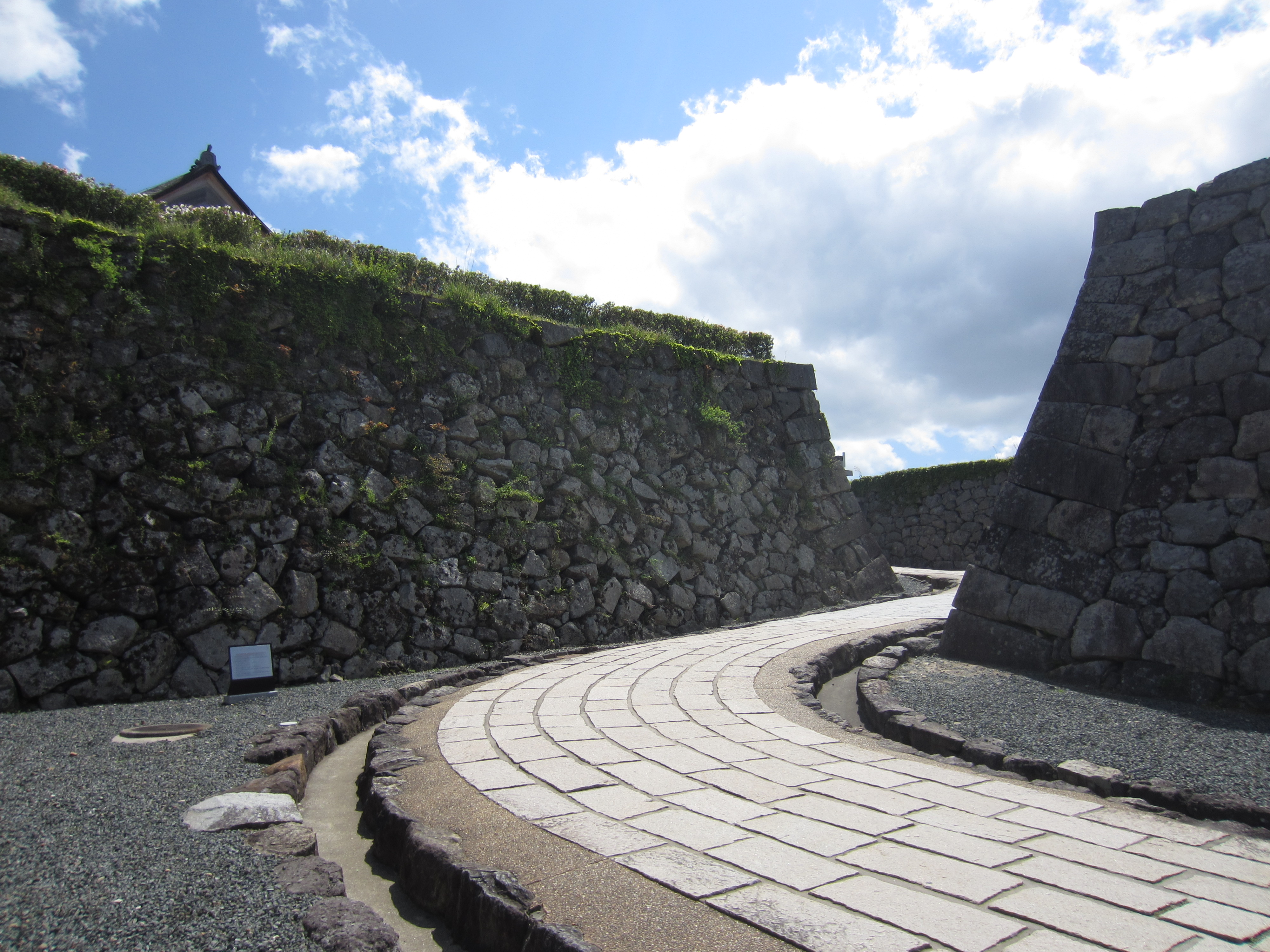
Kurogane-Tor am Nordrand des Ni-no-maru
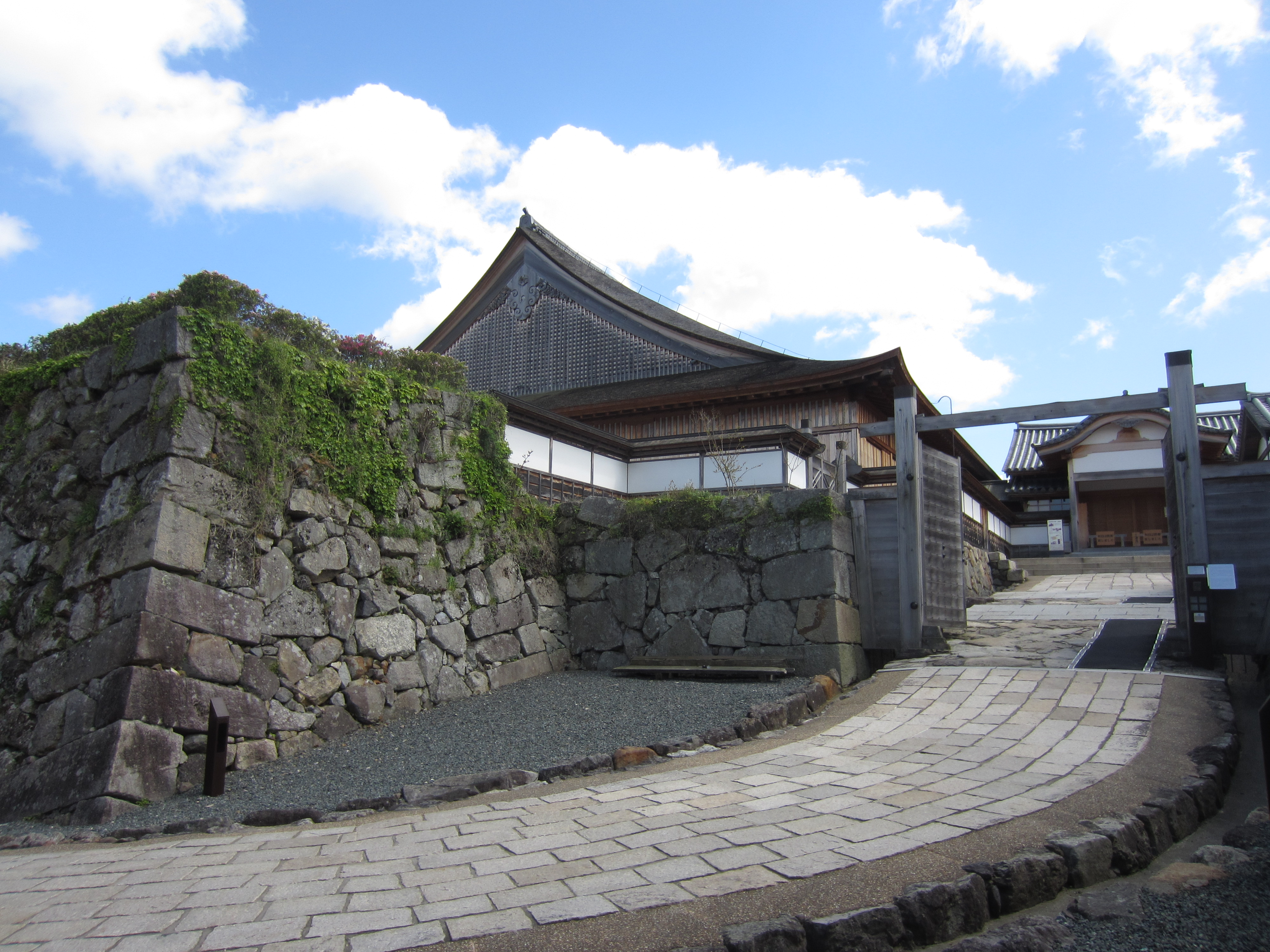
Kurogane-Tor
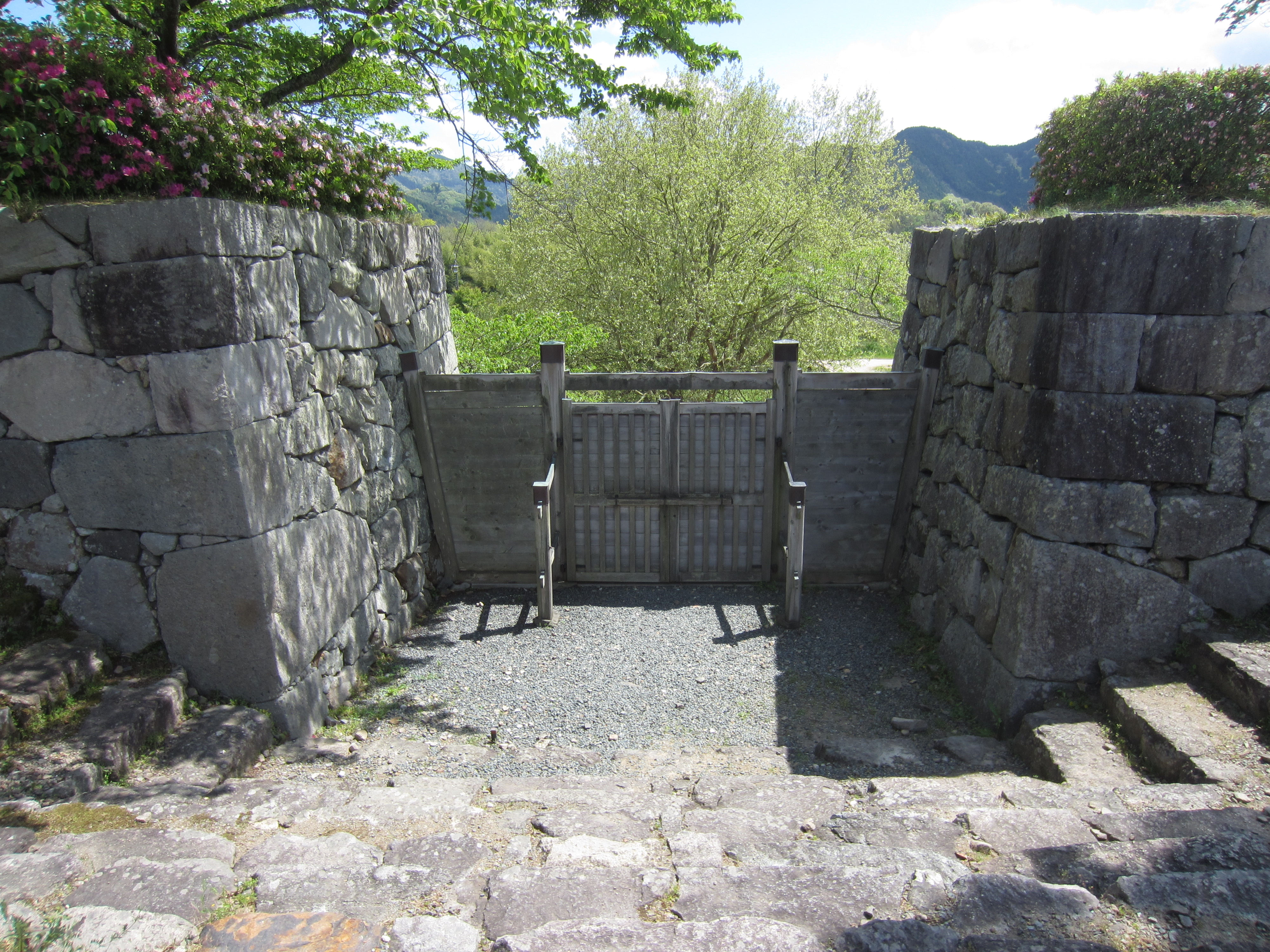
Uzumi-Tor am Südrand des Ni-no-maru
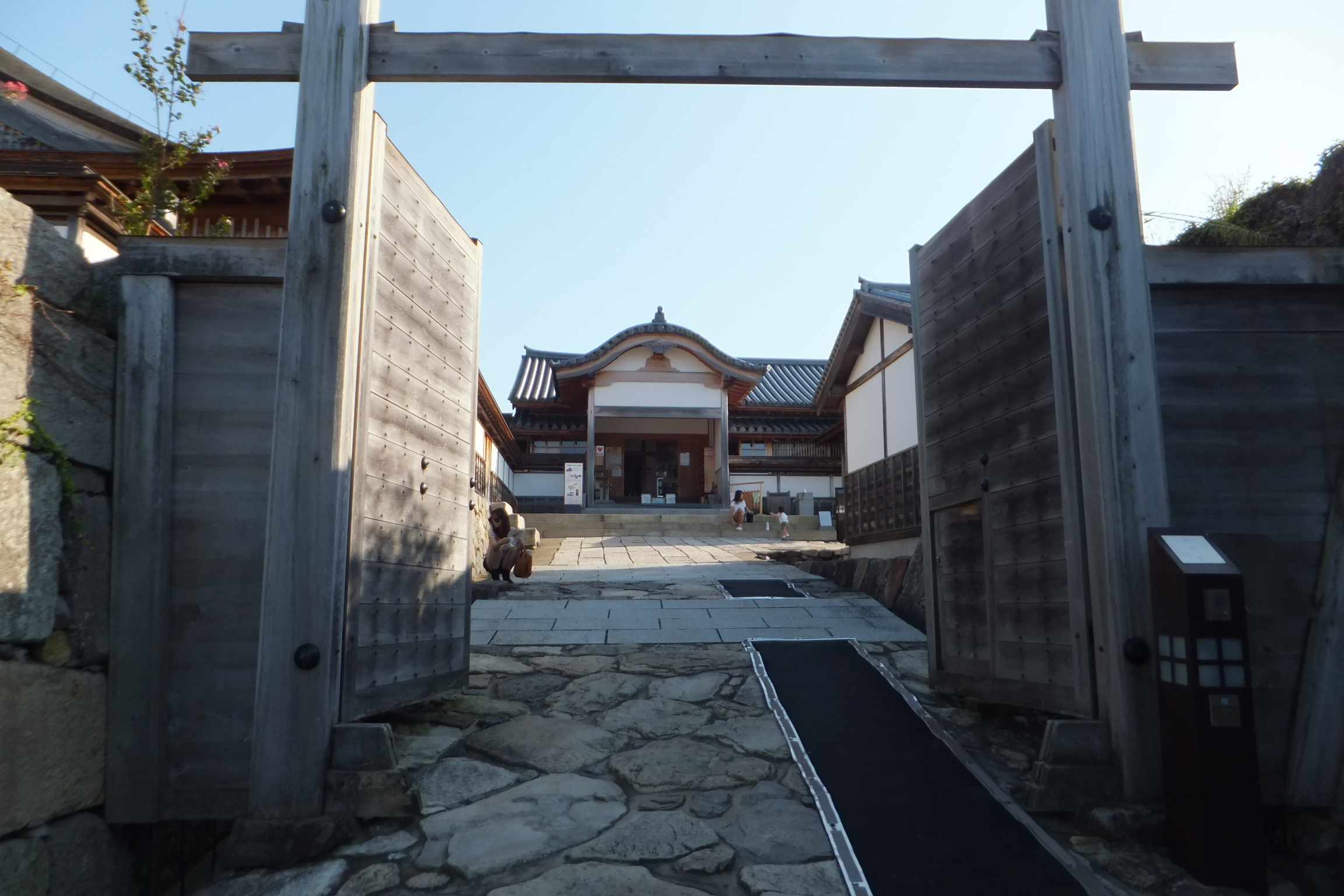
In der Burg
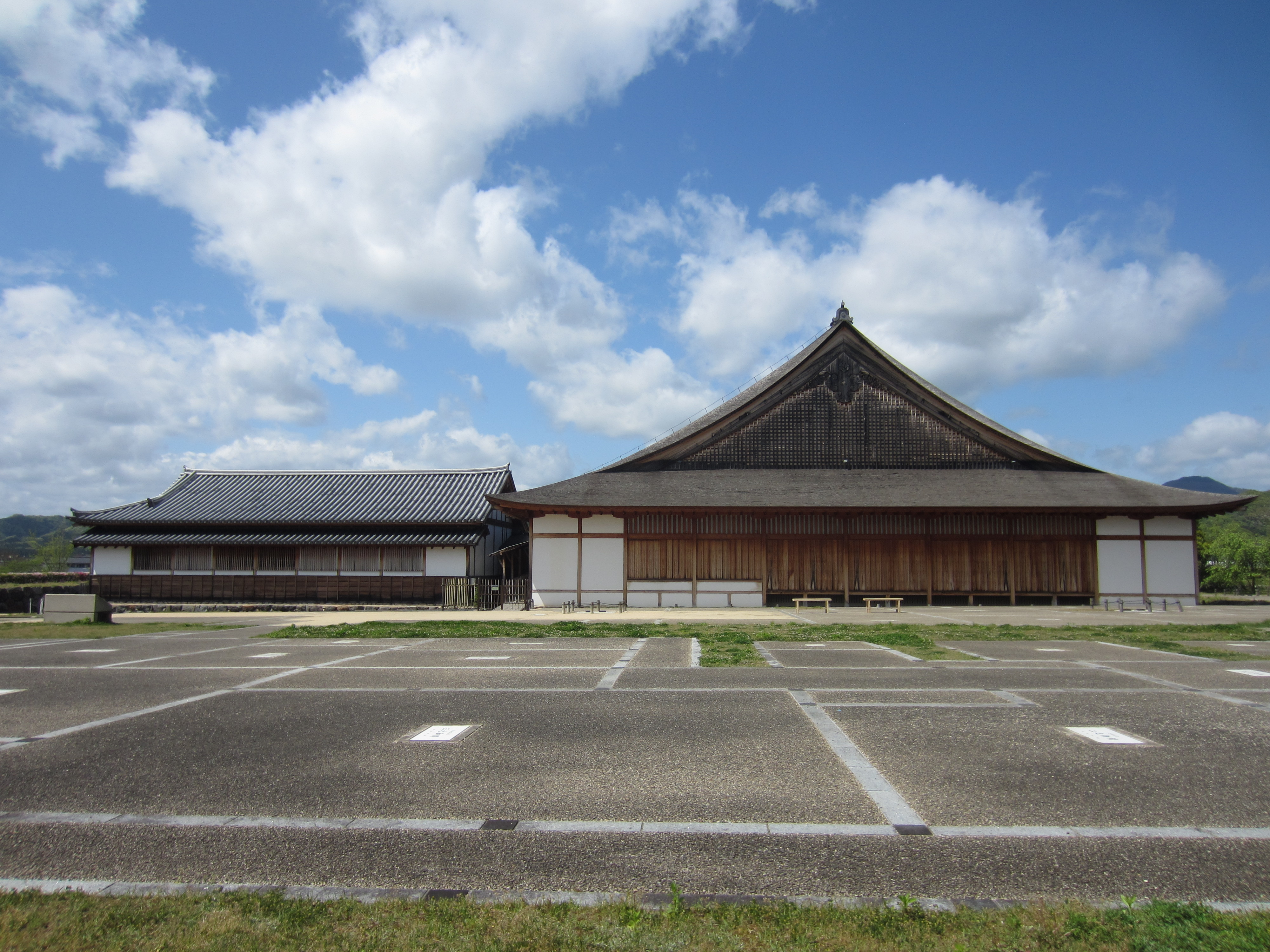
Residenz
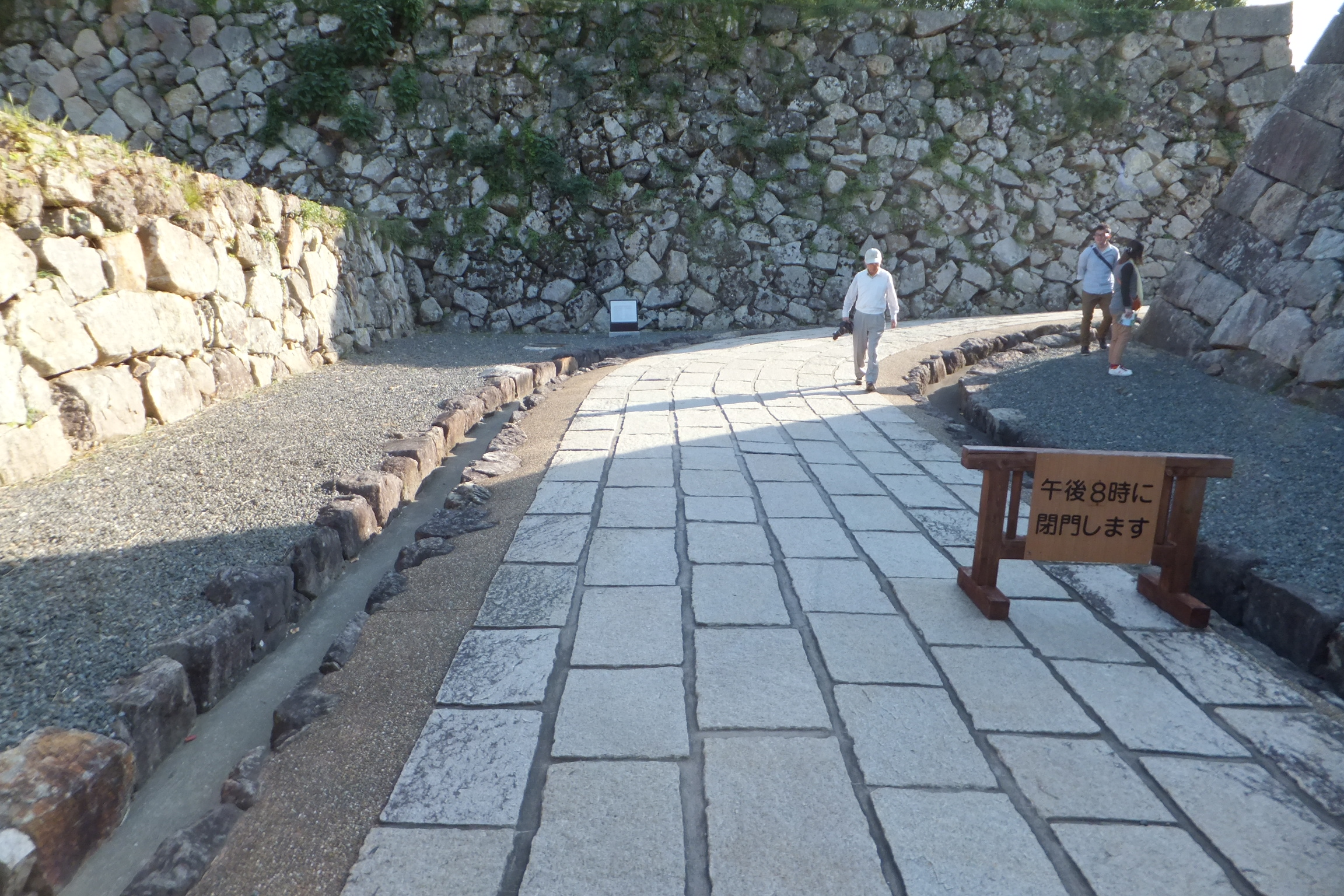
In der Burg